# Lorentz Larsson
Otto Lorentz Larsson, född 8 september 1907 i Everlöv i Malmöhus län, död 25 februari 1997 i Upplands Väsby, var en svensk målare. 
Han var son till Nils Larsson och hans hustru Johanna. Larsson studerade vid Skånska målarskolan i Malmö 1936 och i Köpenhamn 1937–1938 samt under studieresor till Paris, Rom, Oslo och Helsingfors. Han medverkade i samlingsutställningar med Skånes konstförening. Hans konst består huvudsakligen av skånska landskap i olja med en kraftig kolorit.  